# Гамбеттола
Гамбеттола (итал. Gambettola) — коммуна в Италии, располагается в регионе Эмилия-Романья, подчиняется административному центру Форли-Чезена.
Население составляет 9748 человек (на 2004 г.), плотность населения составляет 1345 чел./км². Занимает площадь 7 км². Почтовый индекс — 47035. Телефонный код — 0547.
Покровителем населённого пункта считается Святой Эгидий. Праздник ежегодно празднуется 1 сентября.
Близлежащие коммуны: Чезена, Гаттео, Чезенатико, Лонджано.

## Демография
Динамика населения:

## Города-побратимы
- Монтикьяри, Италия